# Pablo Maffeo
Pablo Carmine Maffeo Becerra (Sant Joan Despí, 12 de julho de 1997) é um futebolista argentino nascido na Espanha que atua como lateral direito. Atualmente defende o Mallorca.

## Carreira
Nascido em Sant Joan Despí, na província de Barcelona, Maffeo chegou ao Espanyol em 2013, proveniente do Levante Las Planas. Foi promovido ao time B em 2013 com apenas 15 anos de idade, disputando apenas um jogo. No mesmo ano, é contratado juntamente com seu compatriota Manu García pelo Manchester City, onde jogaria também nos juniores.
Em agosto de 2015, é relacionado pela primeira vez ao time principal dos Citizens, na partida contra o Watford, porém o técnico Manuel Pellegrini não colocou o jovem jogador em campo. Para ganhar mais experiência, o City liberou Maffeo ao Girona, da Segunda Divisão espanhola, onde o lateral-direito fez 13 jogos.
De volta ao City, Maffeo estreou profissionalmente no jogo contra o Steaua Bucareste, pela fase de play-offs da Liga dos Campeões, uma vez que o time inglês havia praticamente definido sua classificação à fase de grupos com a vitória por 5 a 0 e mandou a campo uma equipe reserva.